# Microcosmia
Microcosmia is een geslacht van uitgestorven kreeftachtigen uit de klasse van de Ostracoda (mosselkreeftjes).

## Soorten
- Microcosmia gibberosa Bassiouni & Luger, 1990 †
- Microcosmia rogersensis Crane, 1965 †